# Резус-фактор

1.Rh-позитивний еритроцит. 2.Rh-негативний еритроцит. 3.Rh-фактор

Ре́зус-фа́ктор (позначається Rh, RhD) — це глікопротеїн, який лежить на поверхні еритроцитів (червоних кров'яних тілець). На сьогодні це одна з найскладніших систем груп крові, де відомо уже 49 Rh-антигенів. Кодується RHD та RHCE генами.
Фактор відіграє роль важливого компонента при переливанні крові та вагітності: може виникати несправжній гемотрансфузійний шок (внаслідок переливання несумісної крові за резус-фактором), резус-конфлікт між кров'ю матері та плода.

## Історія
Після відкриття груп крові за системою AB0 (1900-1907) ефективність при переливанні крові у людей зросла, однак смертність реципієнтів залишалась достатньо високою. Внаслідок інтенсивного пошуку, був виявлений білок, який вступав в реакцію і викликав аглютинацію еритроцитів при переливанні одногрупної крові.
Вперше резус-фактор крові був відкритий в 1937 році Ландштейнером та Вінером, які назвали його за аналогічним фактором, виявленим у крові макаки резус. Важливість знахідки виявилась не відразу, і вона була усвідомлена лише у 1940 році, після наступних відкриттів  Філіпа Левіна (Philip Levine) та Руфуса Стетсона (Rufus Stetson).

## Номенклатура
Індивідуально, в залежності від людини, на поверхні червоних кров'яних тілець може бути чи не бути «резус-фактор». Цей термін стосується тільки більш імуногенного антигену D резус-фактора (RhD) системи групи крові або негативного резус-фактора системи групи крові.
Як правило, статус позначають суфіксом:
- Rh + (для позитивного резус-фактора, або який має антиген D)
- Rh - (що не має антигену D, або негативний резус-фактор) після позначення групи крові за системою AB0.

У медичній документації, додатково записують прописом: "позитивний" чи "негативний" (рідше "плюс" чи "мінус"):
- Rh + (позитивний)
- Rh - (негативний).

Однак, інші антигени цієї системи групи крові також є клінічно значущими (антигени C, E). Крім цього, у світі зафіксовано вкрай рідкісні випадки (близько 50-ти) повної відсутності антигенів (відповідно, відсутність резус-фактору), таку кров позначають як Rhnull.

## Успадкування
| Fisher–Race | Wiener |
| ----------- | ------ |
| Dce         | R0     |
| DCe         | R1     |
| DcE         | R2     |
| DCE         | RZ     |
| dce         | r      |
| dCe         | r′     |
| dcE         | r″     |
| dCE         | rY     |

Система резус-групи крові має два набори номенклатур: одну розробили Рональд Фішер та Роберт Рассел Рейс (англ. Ronald Fisher and R.R.Race), другу — Вінер (англ. Wiener). Обидві системи вказують на альтернативні теорії успадкування.
Система Fisher-Race, яка сьогодні застосовується частіше, використовує номенклатуру CDE. Ця система ґрунтується на теорії, що окремий ген контролює продукування кожного відповідного антигену (наприклад, «ген D» продукує антиген-D тощо). Однак ген d у цій теорії вважається гіпотетичним, а не фактичним.
Система Wiener використовувала номенклатуру Rh–Hr. Ця система ґрунтувалася на теорії про те, що є по одному гену в одному локусі на кожній з двох примірників хромосоми 1, кожен з яких сприяє виробленню безлічі антигенів. У цій теорії ген R1 повинен породжувати «фактори крові» Rh0, rh′, rh″ (що відповідає сучасній номенклатурі антигенів D, C і E) і ген r для отримання hr' і hr″ (відповідає сучасній номенклатурі антигенів c і e).

## Антигени системи резус-фактора
| Фенотип, виражений на клітині | Генотип, виражений у ДНК | Генотип, виражений у ДНК | Поширеність (%) * |
| Фенотип, виражений на клітині | Позначення Фішера–Райса  | Позначення Вінера        | Поширеність (%) * |
| ----------------------------- | ------------------------ | ------------------------ | ----------------- |
| D+ C+ E+ c+ e+ (RhD+)         | Dce/DCE                  | R0RZ                     | 0.0125            |
| D+ C+ E+ c+ e+ (RhD+)         | Dce/dCE                  | R0rY                     | 0.0003            |
| D+ C+ E+ c+ e+ (RhD+)         | DCe/DcE                  | R1R2                     | 11.8648           |
| D+ C+ E+ c+ e+ (RhD+)         | DCe/dcE                  | R1r″                     | 0.9992            |
| D+ C+ E+ c+ e+ (RhD+)         | DcE/dCe                  | R2r′                     | 0.2775            |
| D+ C+ E+ c+ e+ (RhD+)         | DCE/dce                  | RZr                      | 0.1893            |
| D+ C+ E+ c+ e− (RhD+)         | DcE/DCE                  | R2RZ                     | 0.0687            |
| D+ C+ E+ c+ e− (RhD+)         | DcE/dCE                  | R2rY                     | 0.0014            |
| D+ C+ E+ c+ e− (RhD+)         | DCE/dcE                  | RZr″                     | 0.0058            |
| D+ C+ E+ c− e+ (RhD+)         | DCe/dCE                  | R1rY                     | 0.0042            |
| D+ C+ E+ c− e+ (RhD+)         | DCE/dCe                  | RZr′                     | 0.0048            |
| D+ C+ E+ c− e+ (RhD+)         | DCe/DCE                  | R1RZ                     | 0.2048            |
| D+ C+ E+ c− e− (RhD+)         | DCE/DCE                  | RZRZ                     | 0.0006            |
| D+ C+ E+ c− e− (RhD+)         | DCE/dCE                  | RZrY                     | < 0.0001          |
| D+ C+ E− c+ e+ (RhD+)         | Dce/dCe                  | R0r′                     | 0.0505            |
| D+ C+ E− c+ e+ (RhD+)         | DCe/dce                  | R1r                      | 32.6808           |
| D+ C+ E− c+ e+ (RhD+)         | DCe/Dce                  | R1R0                     | 2.1586            |
| D+ C+ E− c− e+ (RhD+)         | DCe/DCe                  | R1R1                     | 17.6803           |
| D+ C+ E− c− e+ (RhD+)         | DCe/dCe                  | R1r′                     | 0.8270            |
| D+ C− E+ c+ e+ (RhD+)         | DcE/Dce                  | R2R0                     | 0.7243            |
| D+ C− E+ c+ e+ (RhD+)         | Dce/dcE                  | R0r″                     | 0.0610            |
| D+ C− E+ c+ e+ (RhD+)         | DcE/dce                  | R2r                      | 10.9657           |
| D+ C− E+ c+ e− (RhD+)         | DcE/DcE                  | R2R2                     | 1.9906            |
| D+ C− E+ c+ e− (RhD+)         | DcE/dcE                  | R2r″                     | 0.3353            |
| D+ C− E− c+ e+ (RhD+)         | Dce/Dce                  | R0R0                     | 0.0659            |
| D+ C− E− c+ e+ (RhD+)         | Dce/dce                  | R0r                      | 1.9950            |
| D− C+ E+ c+ e+ (RhD−)         | dce/dCE                  | rrY                      | 0.0039            |
| D− C+ E+ c+ e+ (RhD−)         | dCe/dcE                  | r′r″                     | 0.0234            |
| D− C+ E+ c+ e− (RhD−)         | dcE/dCE                  | r″rY                     | 0.0001            |
| D− C+ E+ c− e+ (RhD−)         | dCe/dCE                  | r′rY                     | 0.0001            |
| D− C+ E+ c− e− (RhD−)         | dCE/dCE                  | rYrY                     | < 0.0001          |
| D− C+ E− c+ e+ (RhD−)         | dce/dCe                  | rr′                      | 0.7644            |
| D− C+ E− c− e+ (RhD−)         | dCe/dCe                  | r′r′                     | 0.0097            |
| D− C− E+ c+ e+ (RhD−)         | dce/dcE                  | rr″                      | 0.9235            |
| D− C− E+ c+ e− (RhD−)         | dcE/dcE                  | r″r″                     | 0.0141            |
| D− C− E− c+ e+ (RhD−)         | dce/dce                  | rr                       | 15.1020           |
| D− C− E− c− e− (RhD−)         |                          |                          | ~0.00000007       |

* Цифри, взяті з дослідження, проведеного в 1948 р. (У вибірці 2000 чоловік з Великої Британії).

## Розповсюдженість
Близько 85% людей мають цей резус-фактор і, відповідно, є резус-позитивними. Інші ж 15 %, які його не мають, є резус-негативними.